# Kingsville (Ontario)
Kingsville to miejscowość (ang. town) w Kanadzie, w prowincji Ontario, w hrabstwie Essex.
Powierzchnia Kingsville to 246,83 km². Według danych spisu powszechnego z roku 2001 Kingsville liczy 19 619 mieszkańców (79,48 os./km²).